# Mezoregion Metropolitana de Porto Alegre

Mezoregion Metropolitana de Porto Alegre

Mezoregion Metropolitana de Porto Alegre – mezoregion w brazylijskim stanie Rio Grande do Sul, skupia 98 gmin zgrupowanych w trzech mikroregionach. Liczy 29.789,9 km² powierzchni.

## Mikroregiony
- Camaquã
- Gramado-Canela
- Montenegro
- Osório
- Porto Alegre
- São Jerônimo